# Meurtre au champagne
Pour les articles homonymes, voir Meurtre au champagne (homonymie).
Meurtre au champagne (titres originaux : Sparkling Cyanide [UK] ou Remembered Death [USA]) est un roman policier d'Agatha Christie publié en février 1945 aux États-Unis, mettant en scène pour la dernière fois le Colonel Race. En France, le roman est publié en 1947.
Le roman est une extension de la nouvelle L'Iris jaune (1937) mettant alors en scène le personnage d'Hercule Poirot. L'identité du coupable est également différente dans les deux histoires.
Le roman évoque la belle Rosemary Barton dans les souvenirs de ses proches, après la fin tragique pendant sa fête d'anniversaire. Son décès à la suite de l'absorption de champagne empoisonné avait d'abord été interprété comme un suicide, que son mari remet en question en recevant des lettres anonymes troublantes...

## Résumé

### Mise en place de l'intrigue
La belle Rosemary Barton s'est suicidée le soir de son anniversaire avec du cyanure. Sa sœur, Iris Marle, pense à elle lorsqu'elle découvre dans le grenier une lettre lui révélant une liaison intime entre sa sœur et un homme inconnu, désigné par Rosemary sous le sobriquet de "Léopard". Iris vit alors chez son beau-frère George Barton, le veuf de Rosemary, de même que la tante d'Iris et de Rosemary, Lucilla Drake, mère esseulée d’un fils odieux, Victor, escroc toujours à la recherche d’argent.
Deux lettres anonymes évoquant le meurtre de sa femme viennent semer le doute dans l'esprit de George quant à l'hypothèse du suicide. Qui d'autre que Rosemary aurait pu introduire le cyanure dans le verre ?
Tous les invités avaient une raison de la tuer. Il y avait alors Stephen Farraday, amant de Rosemary et homme politique ambitieux dont le destin semblait lui promettre un jour le poste de premier ministre, au point de vouloir étouffer tout scandale ; Sandra Faraday, son épouse et fille du puissant clan Kidderminster, qui aurait pu vouloir se débarrasser de la maîtresse de son mari par jalousie ; Anthony Browne, amant de Rosemary et homme mystérieux dont le passé commençait à resurgir aux oreilles de la victime, jusqu'à envisager de la faire taire ; Iris Marle, qui a récupéré l'immense fortune dont sa sœur avait hérité de leur parrain l'oncle Paul ; Lucilla Drake et son fils Victor, qui pourraient récupérer cette fortune, selon une disposition légale, à la condition qu'Iris meure avant de se marier ou d'avoir vingt-et-un ans ; Ruth Lessing, la secrétaire fidèle et dévouée de Georges Barton, qui aurait pu souhaiter prendre la place de sa femme ; George Barton, enfin, jaloux et lassé des infidélités de son épouse, jusqu'à souhaiter retrouver définitivement son honneur.

### Déroulement de l'enquête
À l’affût du meurtrier, près d’un an plus tard, George Barton invite tous les témoins de l'époque à se retrouver pour un dîner, à l'occasion de l'anniversaire d'Iris Marle. Il souhaite recréer les conditions exactes dans lesquelles sa femme Rosemary est morte.
Au cours du repas, George s'effondre, mort, après avoir bu une coupe de champagne, de la même manière que sa femme. Ce second décès conduit le colonel Race, un ami de la famille, à se joindre à l’inspecteur-chef Kemp pour mener l’enquête. Si ce dernier soupçonne le couple Faraday, après avoir interrogé la plupart des participants au dîner, le colonel Race est quant à lui intrigué par le mystérieux Anthony Browne. Or ce dernier se révèle être un membre des services secrets et participe alors activement à l'enquête pour découvrir la vérité.
Très vite, Anthony Browne voit Ruth Lessing capable de commettre un tel crime, alors que le colonel Race soupçonne Iris Marle. Celle-ci révèle toutefois qu'elle a trouvé dans son sac, à son insu, un sachet ayant pu contenir l’acide cyanhydrique. Cette découverte permet aux enquêteurs de comprendre qu’elle se trouve également en danger. En se précipitant au domicile de George, ils sauvent in extremis Iris d’une tentative d’asphyxie.

### Dénouement
Les coupables sont alors démasqués : les crimes et tentatives de meurtre sont le fait de Ruth Lessing qui, avec la complicité de Victor, le fils de Lucilla Drake, avait souhaité assassiner Iris au cours de ce dîner, et non George.

## Personnages
- Colonel Race : enquêteur et ami de George Barton.
- Rosemary Barton : épouse de George Barton, tuée un an avant cette histoire.
- George Barton : mari de Rosemary
- Iris Marle : sœur de Rosemary, désormais riche après la mort de cette dernière
- Lucilla Drake : tante d'Iris et Rosemary, qui hérite si Iris meurt avant de se marier ou d'avoir 21 ans.
- Victor Drake : fils de Lucilla Drake
- Ruth Lessing : secrétaire de George Barton
- Lady Alexandra (Sandra) Farraday : femme de Stephen Farraday
- Stephen Farraday : mari de lady Farraday et amant de Rosemary
- Lord Kidderminster : père d'Alexandra Farraday
- Lady Kidderminster : mère d'Alexandra Farraday
- Inspecteur Kemp : policier qui assiste le colonel
- Anthony Browne : ami de Rosemary et petit ami d'Iris
- Pedro Moralès
- Chloé Wes : actrice
- Plusieurs garçons

## Thème du souvenir et structure du roman
Le thème du souvenir est majeur dans le roman: il est souvent répété " Le romarin, c'est pour le souvenir" car il s'agit de l'une des significations du romarin (Rosemary, en anglais) en langage des fleurs. Les témoins de la mort de Rosemary ne parviennent pas à l'oublier.
Le roman ne compte pas de narrateur principal ou de narratrice principale, et dans sa première partie (intitulée "Rosemary"), est polyphonique à la manière du  Vallon : on passe, selon les chapitres, de l'un à l'autre des témoins de la mort de Rosemary, qui se rappellent d'elle et de leurs relations avec elle. 
La seconde partie, très courte, intitulée "Le jour des morts", raconte selon un point de vue omniscient les préparatifs et le déroulement du repas anniversaire d'Iris, qui se déroule dans le même lieu, le restaurant le Luxembourg, et avec les mêmes invités que l'anniversaire de Rosemary un an plus tôt. Le dîner se conclut par la mort de George, empoisonné de la même manière que sa femme. 
La troisième partie, intitulée "Iris", raconte selon un point de vue omniscient le déroulement de l'enquête et la résolution du double meurtre.

## Éditions
- (en) Remembered Death, New York, Dodd, Mead and Company, février 1945, 209 p.
- (en) Sparkling Cyanide, Londres, Collins Crime Club, décembre 1945, 160 p.
- Meurtre au champagne  (trad. Michel Le Houbie), Paris, Librairie des Champs-Élysées, coll. « Le Masque » (no 342), 1947 (BNF 31945512)
- Meurtre au champagne, dans : L'Intégrale : Agatha Christie  (trad. de l'anglais par Janine Vassas, préf. Jacques Baudou), t. 8 : Les années 1945-1949, Paris, Librairie des Champs-Élysées, coll. « Les Intégrales du Masque », 1995, 1342 p. (ISBN 2-7024-2241-1, BNF 35748001)

## Adaptations
- 1983 : Meurtre au champagne (Sparkling Cyanide), téléfilm américain réalisé par Robert Michael Lewis pour CBS. Le personnage du Colonel Race y est absent ;
- 2003 : Meurtre au champagne (Sparkling Cyanide), téléfilm britannique réalisé par Tristram Powell pour ITV, avec Oliver Ford Davies dans le rôle du Colonel Reece ;
- 2012 : Sparkling Cyanide, feuilleton radiophonique en trois parties pour BBC Radio 4 ;
- 2013 : Meurtre au champagne, téléfilm de la série française Les Petits Meurtres d'Agatha Christie de France 2. Le personnage du Colonel Race est remplacé par le duo d'enquêteurs Laurence-Avril joués par Samuel Labarthe et Blandine Bellavoir.